# Lunascape (Browser)
Lunascape ist ein Webbrowser, der von der in Tokio ansässigen Firma Lunascape K.K. (englisch Lunascape Corporation) entwickelt wird.

## Funktionen
Das Programm zeichnet sich dadurch aus, dass es die drei gängigsten Browser-Engines Gecko (Mozilla Firefox), WebKit (Apple Safari und Google Chrome) und Trident (Internet Explorer) verwendet. Lunascape ist der erste Browser, der mehr als zwei Engines verwendet. Der Nutzer kann beim Surfen nahtlos zwischen den einzelnen Engines umschalten, auch lässt sich die Engine für jedes im Browser geöffnete Tab separat festlegen. Ebenso kann man einzelnen Seiten eine bestimmte Engine fest zuweisen. Jedes geöffnete Tab wird in einem eigenen Prozess ausgeführt. Des Weiteren unterstützt der Browser Skins, Mausgesten, Plug-ins und Add-ons. Lunascape kann neben eigenen Add-ons auch die für Firefox oder den Internet Explorer verwenden.

## Geschichte
Im Jahr 2001 wurde die erste Version von Hidekazu Kondō (近藤 秀和, Kondō Hidekazu) veröffentlicht. Ab Version 2.0 aus dem Jahr 2004 werden sowohl Trident als auch Gecko als Rendering Engine unterstützt, ab Version 5, die im Januar 2009 veröffentlicht wurde, auch WebKit. Mit Version 5 erfolgte auch eine Internationalisierung von Lunascape, der zuvor nur auf Japanisch erhältlich war. Ab Version 6.2 ist es möglich, die mit Lunascape mitgelieferte Gecko-Engine durch eine andere zu ersetzen.
Lunascape basiert auf Qt und benötigt den Internet Explorer mindestens ab Version 6. Ab Version 6 von Lunascape werden 12 Sprachen vollständig (Stand April 2011) und 17 weitere werden teilweise unterstützt. Seit August 2010 war Lunascape einer der Browser, die Microsoft unter BrowserChoice.eu als Alternativen zum Internet Explorer anbot.